# François-Louis Tremblay
François-Louis Tremblay (Alma, 13 november 1980) is een Canadees voormalig shorttracker. Hij was vooral een specialist op de 500 meter, een afstand waarop hij in 2005 en 2006 wereldkampioen werd en op de Olympische Winterspelen in Turijn zilver op won. Samen met het Canadese aflossingsteam behaalde hij in 2002 goud en in 2006 zilver op de 5000 meter aflossing tijdens de Olympische Winterspelen. 

## Persoonlijke records
| Afstand    | Tijd     | Datum      | Baan     | Land |
| ---------- | -------- | ---------- | -------- | ---- |
| 500 meter  | 41,426   | 3-8-2003   | Calgary  | CAN  |
| 1000 meter | 1.24,298 | 9-11-2005  | Saguenay | CAN  |
| 1500 meter | 2.13,803 | 19-11-2004 | Calgary  | CAN  |
| 3000 meter | 4.51,789 | 21-11-2004 | Calgary  | CAN  |

## Resultaten
| Jaar | Olympische Spelen                          | Wereldbeker                                 | WK individueel                                                   | WK teams    | WK Junioren                                         |
| ---- | ------------------------------------------ | ------------------------------------------- | ---------------------------------------------------------------- | ----------- | --------------------------------------------------- |
| 1997 |                                            |                                             |                                                                  |             | Klassement: 5                                       |
| 1998 |                                            |                                             |                                                                  |             | Klassement: · 1500m: 5 · 500m: · 1000m: · 1500m SF: |
| 1999 |                                            | 500m: 48 1000m: 35 1500m: 43                |                                                                  | Klassement: | Klassement: · 500m: · 1000m: · 1500m SF: 5          |
| 2000 |                                            | Klassement: 9 500m: 7 1000m: 6 1500m: 11    | Klassement: 7 1500m: 4 500m: 10 1000m: 4 3000m: 6 Aflossing: 6   |             |                                                     |
| 2001 |                                            | Klassement: · 500m: · 1000m: 7 · 1500m: 7   | 1500m: · 500m: · 1000m: 7 · 300m: 5 · Aflossing:                 | Klassement: |                                                     |
| 2002 | Aflossing:                                 | Klassement: 27 500m:19 1000m: 33            |                                                                  |             |                                                     |
| 2003 | Klassement: 5 · 500m: · 1000m:4 · 1500m: 5 |                                             |                                                                  |             |                                                     |
| 2005 |                                            | Klassement: 47 400m: 15 1000m: 60 1500m: 32 | Klassement: · 1500m: · 500m: · Aflossing:                        | Klassement: |                                                     |
| 2006 | 500m: · Aflossing:                         | 500m: 4 1000m: 7                            | Klassement: · 1500m: 11 · 500m: · 1000m: 8 · 3000m: · Aflossing: | Klassement: |                                                     |

1992: Kim, Lee, Mo, Song ·
1994: Carnino, Fagone, Herrnhof, Vuillermin ·
1998: Bédard, Campbell, Drolet, Gagnon ·
2002: Bédard, Gagnon, Guilmette, Tremblay, Turcotte ·
2006: Ahn, Lee, Seo, Song ·
2010: Bastille, Ch. Hamelin, F. Hamelin, Jean, Tremblay ·
2014: An, Grigorev, Jelistratov, Zacharov ·
2018: S. Liu, S.S. Liu, Knoch, Burján ·
2022: Ch. Hamelin, Dubois, Pierre-Gilles, Dion